# Arash Yoshida
Arash Yoshida (jap. 吉田アラシ Yoshida Arash; ur. 11 stycznia 2004) – japoński zapaśnik walczący w stylu wolnym. Zajął piąte miejsce na mistrzostwach świata w 2023 roku.
Złoty medalista mistrzostw Azji w 2023 i 2025 roku.